# Comité Ejecutivo de la Internacional Comunista

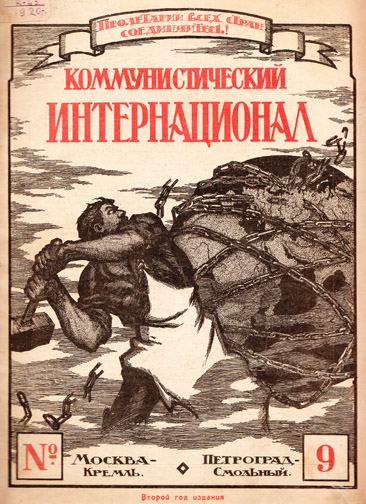
La revista La Internacional Comunista era el órgano oficial del CEIC. Se publicó inicialmente en ruso, francés, alemán e inglés.

El Comité Ejecutivo de la Internacional Comunista, comúnmente conocido por su acrónimo CEIC, era la autoridad gobernante del Comintern en los Congresos Mundiales de este organismo. El CEIC fue establecido por el Congreso Fundacional del Comintern y disuelto con el resto del Comintern en 1943.

## Historia de la Organización

### Establecimiento
La Internacional Comunista fue establecida en un encuentro celebrado en Moscú por iniciativa del Partido Comunista de la Unión Soviética. Ya el 24 de diciembre de 1918 se realizó una llamada de radio por parte de la Unión Soviética llamando a los "comunistas de todos los países" a boicotear cualquier intento reformista de restablecer la Segunda Internacional, e "unirse en la revolucionaria Tercera Internacional." La llamada formal para una conferencia de los partidos políticos socialistas revolucionarios y sindicatos radicales que defendieran el sindicalismo industrial revolucionario fue publicada el 24 de enero de 1919, planeándose le inicio de la reunión para el 15 de febrero en Moscú.
La conferencia que declaró finalmente el Congreso Fundacional de la Internacional Comunista fue pospuesta al 2 de marzo, debido a las dificultades en que se veían los delegados extranjeros para entrar en el país debido al bloqueo establecido por los Aliados de la Primera Guerra Mundial tras el fin de esta. Sólo un número relativamente bajo de delegados consiguieron completar el viaje, por lo que varias plazas se rellenaron con individuos de las respectivas naciones ya en la Unión Soviética sin credenciales formales de sus organizaciones. Por ejemplo, Boris Reinstein, un farmacéutico de Buffalo que fue representante del Partido Socialista Laborista de América, no había estado en su casa en dos años y no estaba autorizado formalmente a representar a su partido. De un modo similar, Andreas Rudniansky, un antiguo prisionero de guerra que se habá quedado en Rusia representó a Hungría, mientras que Christian Rakovsky, un rumano, representó a la casi difunta Federación Socialista Balcánica.
Una comisión constituyente presidida por el radical suizo Fritz Platten fue nombrada para que construyera un aparato organizativo para la nueva Tercera Internacional. Esta comisión recomendó el establecimiento de dos organismos deliberativos, un Comité Ejecutivo, para los asuntos de política, y un bureau de cinco miembros, para manejar las actividades diarias. El Comité Ejecutivo gobernante tendría su sede en Moscú e incluiría representantes de las organizaciones miembro de la Internacional Comunista. Los partidos de Rusia, Alemania, Hungría, Austria, la Federación Balcánica, Suiza y Escandinavia debían "enviar representantes inmediatamente para formar el primer Comité Ejecutivo". A todos los partidos que eran miembros del Comintern antes de la convención del 2.º Congreso Mundial se les permitía un representante en este organismo. Hasta la llegada de los varios delegados elegidos, loes representantes del Partido Comunista de Rusia, realizaron las funciones de este Comité Ejecutivo de la Internacional Comunista. Este plan organizativo fue aprobado unánimemente por el Congreso, sin debate.
Se eligió como presidente del CEIC a Grigori Zinóviev, un antiguo socio de Lenin y figura clave del Partido Comunista de Rusia. Karl Radek, entonces en una prisión berlínesa, fue simbólicamente elegido como Secretario del CEIC, aunque las funciones realmente recayeron en Angélica Balabánova, aunque solo por unas pocas semanas. Zinóviev también hacía las funciones de editor de la revista oficial del CEIC, Kommunistícheski Internatsional ("La Internacional Comunista"), que empezó a aparecer regularmente tan pronto como se terminó el Congreso Fundacional.
Aunque sólo se creó el núcleo de una organización real, obstaculizada por las difíciles comunicaciones que el aislamiento del bloqueo provocaban, el esquelético CEIC inmediatamente comenzó a publicar una serie de declaraciones y manifiestos a los trabajadores y naciones del mundo. Estos incluían un manifiesto del CEIC a los trabajadores y marineros de todas las naciones sobre la revolución húngara del 28 de marzo de 1919, un mensaje a la República Soviética de Baviera (abril de 1919), un manifiesto del Primero de Mayo (20 de abril de 1919), un manifiesto sobre el Tratado de Versalles (13 de mayo de 1919), y un manifiesto sobre la intervención extranjera en la Rusia soviética (18 de junio de 1919).
La CEIC inicial fue, en principio, en gran parte un organismo de propaganda, con el propósito de lanzar a la clase obrera a la revolución socialista. Según las estimaciones del historiador E. H. Carr, el verano y el otoño de 1920 marcaron el punto álgido del prestigio del Comintern y sus esperanzas de promover la revolución mundial. La organización, no obstante, tendría otras funciones, y el Comité Ejecutivo las dirigiría.

### Del estatus provisional al permanente

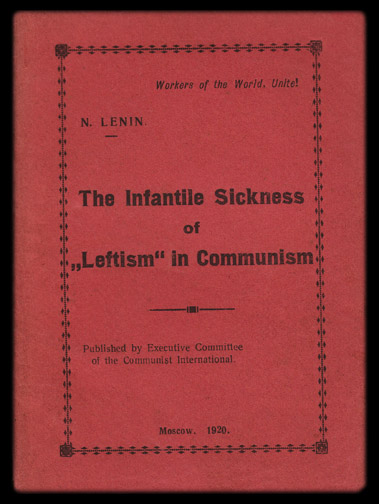
Delegados al 2.º Congreso Mundial del Comintern reciben una copia del nuevo libro de Lenin, La infantil enfermedad del "Izquierdismo" en el Comunismo, publicado por el CEIC.

Debido a las malas comunicaciones y la dificultad de los individuos para cruzar la frontera durante el bloqueo y la guerra civil rusa, de todos los invitados a participar, sólo el Partido Comunista de Hungría pudo enviar su representante permanente en el CEIC antes de la convocatoria del Segundo Congreso Mundial de la Internacional Comunista el 19 de julio de 1920. Esto no significa que el CIC, el organismo dirigente del Comintern, sólo contara con rusos en el periodo 1919-1920. Además de los representantes del Partido Comunista de Rusia Angélica Balabanova, Ian Berzin, Nikolái Bujarin, Wacław Worowski, Grigori Zinóviev y G. Klinger, varios radicales de varias partes del mundo tomaron parte en las actividades del CEIC en diversos momentos. Entre estos individuos están László Rudas de Hungría, Jacques Sadoul de Francia, John Reed del Partido Comunista Laborista de América, John Anderson (Kristap Beika) del Partido Comunista de los Estados Unidos, Sebald Rutgers de Holanda, y otros de Corea, China, Noruega, Suecia, Yugoslavia, Polonia, y Finlandia.
Durante este intervalo el Comintern, a través del CEIC y los empleados permanentes de la organización, comenzaron a financiar a los diferentes partidos comunistas del mundo, dando apoyo práctico a la propaganda que salía de Moscú. Con el tiempo, esta ayuda financiera ayudaría a unir a los diferentes partidos nacionales al organismo central. Sería frívolo e inexacto reducir la lealtad al Comintern a un asunto de meras finanzas. La idea era ver a los diferentes partidos nacionales como subdivisiones nacionales de un solo partido mundial y aceptaron la centralización en cuanto a los principios y a la dirección en la estrategia revolucionaria y táctica a la única revolución del proletariado que había tenido éxito en el mundo como algo lógico y natural.
Aunque Jane Degras en un apéndice a su compendio en tres volúmenes de 1956 de documentos del Comintern explica que el 2.º Congreso del Comintern eligió directamente a los miembros del CEIC, los procedimientos estenográficos del congreso publicados en 1991 indica que ese no fue realmente el caso. Hacia el cierre de la sesión final regular del congreso,realizado el 6 de agosto de 1920, un grupo de participantes de CEIC estaban seriamente disgustados por un voto de los delegados. Rusia, en virtud del tamaño y la importancia de su partido, se había adjudicado cinco delegados en el Comité Ejecutivo, que serían acompañados por un delegado de cada una de las siguientes naciones: Gran Bretaña, Alemania, Francia, los Estados Unidos, Italia, Austria, Hungría, Bulgaria, Yugoslavia, Escandinavia, Holanda, Polonia, Finlandia, el Lejano Oriente (Corea) y Oriente Medio (Irán). No se votaron a individuos específicos por los delegados de la asamblea.
Esta decisión parece haber sido rápidamente modificada por el CEIC tras la conclusión del congreso, ya que Degras lista por nombre un organismo de 26 miembros para el curso del año siguiente. Además de los cinco rusos, había dos americanos (uno del Partido Comunista de América y uno del Partido Comunista Laborista de América), dos delegados de los Países Bajos, así como un delegado de Alemania, Francia, Gran Bretaña, Italia, Checoslovaquia, Austria, Escandinavia, Bulgaria, Yugoslavia, el Lejano Oriente (Corea), el Oriente Próximo (Irán), Finlandia, Hungría, Georgia, Java más un representante de la Internacional de la Juventud Comunista.
Tras el 2.º Congreso Mundial un petit comité de cinco miembros fue también elegido para coordinar las actividades diaria del Comintern- Este grupo incluía a los rusos Zinóviev, Bujarin y Mijaíl Kobetski, el húngaro Rudnianski y el alemán Ernst Meyer. La composición de este petit comité fue presumiblemente elegida por el mismo CEIC. Este comité fue ampliado en 1921 en el Tercer Congreso Mundial del Comintern con la inclusión de cinco miembros más, el húngaro Béla Kun, Alfred Rosmer de Francia, Bernard Koenen de Alemania, y el ciudadano soviético nacido polaco Karl Radek. El Comintern también tenía una larga plantilla de funcionarios.
El 3r Congreso Mundial del Comintern, que tuvo lugar en Moscú desde el 22 de junio al 12 de julio de 1921, no eligió directamente al Comité Ejecutivo de la Internacional Comunista, como hizo su predecesor. En lugar de eso, decidió que los cuatro partidos que hubieran conseguido cuarenta votos en el congreso tendrían dos delegados en el CEIC, y los catorce partidos con entre 20 y 30 votos enviarían un delegado. En virtud de su tamaño y estatus, el Partido Comunista de Rusia obtuvo cinco delegados en el CEIC, mientras que los otros partidos tendrían únicamente una voz consultiva en el congreso, pero no un voto decisivo.
El CEIC fue subsiguientemente ampliado en 1921, con la llegada de nuevos delegados de nuevos partidos comunistas con votos consultivos, mientras que otros partidos tenían un segundo voto. Los partidos que tenían dos votos en el CEIC en el Cuarto Congreso de la Internacional Comunista a finales de 1922 eran Alemania, Francia, Checoslovaquia, Finlandia, y los Estados Unidos.
Aunque no fueron pensadas para ello, las reuniones formales del "Comité Ejecutivo Ampliado de la Internacional Comunista" acabaron suplantando en poco tiempo a los Congresos Mundiales del Comintern.
El 4.º Congreso Mundial estableció el Comité de Organización ("Orgburo") del Comintern. Este comité controlaba el emplazamiento de cuadros del Comintern por todo el mundo y supervisaba la agitación internacional y el trabajo de propaganda, dejando las cuestiones políticas al CEIC. EL Orgburo del Comintern fue modelado acorde a una institución similar en el Partido Comunista de Rusia que se había establecido en marzo de 1919.

### La pérdida de autonomía
Fue el Secretariado Político del Comintern el que de facto gobernó el Comintern, en la era estalinista se convirtió en algo así como un instrumento de política exterior soviético.
La subordinación de los partidos comunistas a la Internacional Comunista era completa: en cada país sólo podía haber un único partido comunista afiliado a la Internacional Comunista y cada uno representaba una Sección de la Internacional Comunista. Y aunque las secciones tenían el derecho de quejarse de las decisiones del CEIC en los Congresos Mundiales, tenían el deber de llevarlas a cabo, mientras el problema se decidía en otro Congreso Mundial. Por otro lado, el CEIC tenía derecho "a expulsar de la Internacional Comunista, a secciones enteras, grupos o individuos miembros que violen el programa y las reglas de la Internacional Comunista o las decisiones del Congreso Mundial o del CEIC.”.

### Disolución
La Internacional Comunista fue disuelta por una resolución del Presidium del CEIC el 22 de mayo de 1943.
.

## Congresos Mundiales del Comintern y Plenos del CEIC
Las figuras delegadas son VOTANTES + CONSULTATIVAS.  Fuente: http://www.marxisthistory.org/subject/usa/eam/comintern.html| Acontecimiento                                                 | Año  | Fechas                             | Localización       | Delegados |
| -------------------------------------------------------------- | ---- | ---------------------------------- | ------------------ | --------- |
| Congreso Fundacional de la Internacional Comunista             | 1919 | 2-6 de marzo                       | Moscú              | 34 + 18   |
| Conferencia del Despacho de Ámsterdam                          | 1920 | 10-11 de febrero                   | Ámsterdam          | 16        |
| 2.º Congreso Mundial del Comintern                             | 1920 | 19 de julio al 7 de agosto         | Petrogrado y Moscú | 167 + ≈53 |
| 1.er Congreso de los Pueblos del Este                          | 1920 | 1-8 de septiembre                  | Bakú               |           |
| 3r Congreso Mundial del Comintern                              | 1921 | 22 de junio al 12 de julio         | Moscú              |           |
| 1r Congreso de Trabajadores de Extremo Oriente                 | 1922 | 21 de enero al 2 de febrero        | Moscú y Petrogrado |           |
| 1.er Pleno Ampliado del CEIC                                   | 1922 | 24 de febrero al 4 de marzo        | Moscú              | 105       |
| 2.º Pleno Ampliado del CEIC                                    | 1922 | 7-11 de junio                      | Moscú              | 41 + 9    |
| 4.º Congreso Mundial del Commintern                            | 1922 | 5 de noviembre al 5 de diciembre   | Petrogrado y Moscú | 340 + 48  |
| 3.er Pleno Ampliado del CEIC                                   | 1923 | 12-23 junio                        | Moscú              |           |
| 5.º Congreso Mundial del Comintern                             | 1924 | 17 de junio al 8 de julio          | Moscú              | 324 + 82  |
| 4.º Pleno Ampliado del CEIC                                    | 1924 | 12 de junio al 12-13 de julio      | Moscú              |           |
| 5.º Pleno Ampliado del CEIC                                    | 1925 | 21 de marzo al 6 de abril          | Moscú              |           |
| 6.º Pleno Ampliado del CEIC                                    | 1926 | 17 de febrero al 15 de marzo       | Moscú              | 77 + 53   |
| 7.º Pleno Ampliado del CEIC                                    | 1926 | 22 de noviembre al 16 de diciembre | Moscú              |           |
| Congreso Mundial contra la Opresión Colonial y el Imperialismo | 1927 | 10-15 de febrero                   | Bruselas           | 152       |
| 8.º Pleno Ampliado del CEIC                                    | 1927 | 18-30 de mayo                      | Moscú              |           |
| 9.º Pleno Ampliado del CEIC                                    | 1928 | 9-25 de febrero                    | Moscú              | 44 + 48   |
| 6.º Congreso Mundial del Comintern                             | 1928 | 17 de julio al 1 de septiembre     | Moscú              |           |
| 10.º Pleno Ampliado del CEIC                                   | 1929 | 3-19 de julio                      | Moscú              | 36 + 72   |
| 2.º Congreso de la Liga contra el Imperialismo                 | 1929 | Julio                              | Frankfurt          |           |
| Presidium Ampliado del CEIC                                    | 1930 | 25 de febrero-??                   | Moscú              |           |
| 1.ª Conferencia Internacional de Trabajadores Negros           | 1930 | 7-8 de julio                       | Hamburgo           | 17 + 3    |
| 11.er Pleno Ampliado del CEIC                                  | 1931 | 26 de marzo al 11 de abril         | Moscú              |           |
| 12.º Pleno Ampliado del CEIC                                   | 1932 | 27 de agosto al 15 de septiembre   | Moscú              | 38 + 136  |
| 13.er Pleno Ampliado del CEIC                                  | 1933 | 28 de noviembre al 12 de diciembre | Moscú              |           |
| 7.º Congreso Mundial del Comintern                             | 1935 | 25 de julio al 21 de agosto        | Moscú              |           |

## Miembros importantes del Comité Ejecutivo de la Internacional Comunista
| - Tom Bell, Gran Bretaña. - Yan Berzin, URSS. - Amadeo Bordiga, Italia. - Earl Browder, Estados Unidos. - Tim Buck, Canadá. - Nikolái Bujarin, URSS. - Marcel Cachin, Francia. - Chou En-lai, China. - Georgi Dimitrov, Bulgaria. - Jacques Duclos, Francia. - William Z. Foster, Estados Unidos. - Willie Gallacher, Gran Bretaña. - Klement Gottwald, Checoslovaquia. - Antonio Gramsci, Italia. - Serguéi Gúsev, URSS - Nicholas Hourwich, Estados Unidos - Jules Humbert-Droz, Suiza. - Lev Kámenev, URSS. - Sen Katayama, Japón. | - L. E. Katterfeld, Estados Unidos - Vasil Kolarov, Bulgaria. - Béla Kun, Hungría. - Otto Kuusinen, Finlandia. - Jay Lovestone, Estados Unidos. - Solomón Lozovski, URSS. - Arthur MacManus, Gran Bretaña. - Dmitri Manuilski, URSS. - Mao Tse-tung, China. - André Marty, Francia. - Viacheslav Mólotov, URSS. - Willi Münzenberg, Alemania. - Walton Newbold, Gran Bretaña. - Ósip Piátnitski, URSS. - Wilhelm Pieck, Alemania. - Harry Pollitt, Gran Bretaña. - Karl Radek, URSS. - Mátyás Rákosi, Hungría. | - John Reed, Estados Unidos. - Alfred Rosmer, Francia. - Manabendra Nath Roy, India. - László Rudas, Hungría. - C.E. Ruthenberg, Estados Unidos. - Yrjö Sirola, Finlandia - Bohumir Smeral, Checoslovaquia. - Boris Souvarine, Francia. - Iósif Stalin, URSS. - Peter Stuchka, Letonia. - Ernst Thaelmann, Alemania. - Maurice Thorez, Francia. - Palmiro Togliatti, Italia. - Mijaíl Tomski, URSS. - Wang Ming, China. - D. Wijnkoop, Holanda. - Klara Zetkin, Alemania. - Grigori Zinóviev, URSS. |